# Liste der denkmalgeschützten Objekte in Loretto (Burgenland)
Die Liste der denkmalgeschützten Objekte in Loretto enthält die 12 denkmalgeschützten, unbeweglichen Objekte der Marktgemeinde Loretto.

## Denkmäler
| Foto |                 | Denkmal | Standort                                                              | Beschreibung | Metadaten |
| ---- | --------------- | --- | --------------------------------------------------------------------- | --- | --- |
| ja   | Datei hochladen | Dreifaltigkeitssäule HERIS-ID: 29176 Objekt-ID: 25809                                                         | gegenüber Hauptplatz 20 Standort KG: Loretto                          | Auch als Florianisäule bezeichnet. Ein sechseckiger Pfeiler mit der Dreifaltigkeitsgruppe und einem dreieckigen Pyramidensockel mit den Figuren hll. Florian, Johannes Nepomuk sowie Antonius aus der ersten Hälfte des 18. Jahrhunderts. | BDA-Hist.: Q37924736 Status: § 2a Stand der BDA-Liste: 2025-06-30 Name: Dreifaltigkeitssäule GstNr.: 76                                                                                            |
| ja   | Datei hochladen | Figurenbildstock, sog. „Mater Dolorosa“ HERIS-ID: 29177 Objekt-ID: 25810                                      | bei Hauptplatz 22 (Kloster) Standort KG: Loretto                      | Eine Mater-Dolorosa-Statue auf einem hohen Vierkantpfeiler mit einem sechsseitigen reliefierten Aufsatz. | BDA-Hist.: Q37924751 Status: § 2a Stand der BDA-Liste: 2025-06-30 Name: Figurenbildstock, sog. „Mater Dolorosa“ GstNr.: 54/1 Figurenbildstock Mater Dolorosa, Loretto, Burgenland                  |
| ja   | Datei hochladen | Wallfahrtskirche Zur Unbefleckten Empfängnis mit Gnadenkapelle und Kreuzgang HERIS-ID: 29166 Objekt-ID: 25799 | Hauptplatz 22 Standort KG: Loretto                                    | Ursprünglich eine Kapelle, 1651 erfolgte die Grundsteinlegung für ein Servitenkloster mit der Kirche. 1740 wurde die Fassade mit dem Dachreiter durch eine Zweiturmfassade ersetzt. Der Hochaltar mit mächtigem, dreigeschoßigen Aufbau wurde 1766 vom Kavallerieoberst Johann Lipthay gestiftet.                                                                                       | BDA-Hist.: Q810093 Status: § 2a Stand der BDA-Liste: 2025-06-30 Name: Wallfahrtskirche Zur Unbefleckten Empfängnis mit Gnadenkapelle und Kreuzgang GstNr.: 54/1 Basilika Maria Loretto, Burgenland |
| ja   | Datei hochladen | Ehem. Servitenkloster HERIS-ID: 29167 Objekt-ID: 25800                                                        | Hauptplatz 22 (Kloster) Standort KG: Loretto                          | Ein einfacher zweigeschoßiger und dreiflügeliger Barockbau aus dem 17. und 18. Jahrhundert an der Ostseite der Kirche. Der Kreuzgang, westseitig der Kirche, hat Rundbogenarkaden über toskanischen Pfeilern. Innerhalb des Kreuzganges befindet sich die Loretto-(Gnaden)-Kapelle, eine Nachbildung von Loretto in Italien, die 1644 erbaut und 1659 an jetzige Stelle versetzt wurde. | BDA-Hist.: Q37924642 Status: § 2a Stand der BDA-Liste: 2025-06-30 Name: Ehem. Servitenkloster GstNr.: 51/2, 53 Ehemaliges Servitenkloster, Loretto im Burgenland                                   |
| ja   | Datei hochladen | Pietà HERIS-ID: 29169 Objekt-ID: 25802                                                                        | gegenüber Hauptplatz 22 (Kloster), auf dem Anger Standort KG: Loretto | Eine Pietà-Statue auf einem reliefierten Sockel aus der ersten Hälfte des 18. Jahrhunderts. | BDA-Hist.: Q37924656 Status: § 2a Stand der BDA-Liste: 2025-06-30 Name: Pietà GstNr.: 76 Pieta Dorfplatz Loretto, Burgenland                                                                       |
| ja   | Datei hochladen | Gnadenstuhl HERIS-ID: 29170 Objekt-ID: 25803                                                                  | südlich Hauptplatz 28, auf dem Ortsfriedhof Standort KG: Loretto      | Eine Dreifaltigkeitssäule am Friedhof mit der Inschrift „A. G. 1703. C. G.“ | BDA-Hist.: Q37924670 Status: § 2a Stand der BDA-Liste: 2025-06-30 Name: Gnadenstuhl GstNr.: 324 |
| ja   | Datei hochladen | Grabmal mit Pietà HERIS-ID: 29174 Objekt-ID: 25807                                                            | südlich Hauptplatz 28, auf dem Ortsfriedhof Standort KG: Loretto      | Grabstein mit einer Pietà-Statue am Friedhof. | BDA-Hist.: Q37924720 Status: § 2a Stand der BDA-Liste: 2025-06-30 Name: Grabmal mit Pietá GstNr.: 324                                                                                              |
| ja   | Datei hochladen | Figurenbildstock, Marien-Pfeiler HERIS-ID: 29175 Objekt-ID: 25808                                             | südlich Hauptplatz 28, beim Ortsfriedhof Standort KG: Loretto         | Eine Mariensäule mit dem Wappen der Erdöy, die 1675 errichtet wurde. | BDA-Hist.: Q37924729 Status: § 2a Stand der BDA-Liste: 2025-06-30 Name: Figurenbildstock, Marien-Pfeiler GstNr.: 322/1                                                                             |
| ja   | Datei hochladen | Figurenbildstock, Pietà-Pfeiler HERIS-ID: 29171 Objekt-ID: 25804                                              | südlich Hauptplatz 28, beim Tennisplatz Standort KG: Loretto          | Eine Steinplastik auf einem hohen Vierkantpfeiler, datiert mit 1650. | BDA-Hist.: Q37924684 Status: § 2a Stand der BDA-Liste: 2025-06-30 Name: Figurenbildstock, Pietà-Pfeiler GstNr.: 323                                                                                |
| ja   | Datei hochladen | Figurenbildstock, Sebastianisäule HERIS-ID: 29173 Objekt-ID: 25806                                            | Hauptplatz 33, gegenüber Standort KG: Loretto                         | Ein 1680 errichteter Bildstock in Form einer hohen Säule mit Kompositkapitell und dem hl. Sebastian. Als Sockelfiguren sind die Heiligen Rochus, Rosalia, Karl Borromäus und der Bischof Pirminius dargestellt. | BDA-Hist.: Q37924710 Status: § 2a Stand der BDA-Liste: 2025-06-30 Name: Figurenbildstock, Sebastianisäule GstNr.: 76                                                                               |
| ja   | Datei hochladen | Graßkapelle HERIS-ID: 29178 Objekt-ID: 25811                                                                  | bei Hauptstraße 44 Standort KG: Loretto                               | Ein vom Steinmetzmeister Anton Graß 1749 (lt. Inschrift) errichteter quadratischer Bau mit gerundeten Ecken und einem Rundbogenportal. Auf der Mensa befindet sich eine steinerne polychrome Pietà und in den seitlichen Pfeilernischen die Heiligen Johannes und Magdalena. | BDA-Hist.: Q37924770 Status: § 2a Stand der BDA-Liste: 2025-06-30 Name: Graßkapelle GstNr.: 232/1                                                                                                  |
| ja   | Datei hochladen | Bildstock, Purbacher Kreuz HERIS-ID: 29172 Objekt-ID: 25805                                                   | bei Hauptstraße 58 Standort KG: Loretto                               | Ein Pfeiler mit einer Verlobungsinschrift von 1645. Das ursprüngliche Gnadenbild auf dem Pfeiler (jetzt in der Pfarrkirche Stotzing) wurde durch eine moderne Marienfigur ersetzt. | BDA-Hist.: Q37924698 Status: § 2a Stand der BDA-Liste: 2025-06-30 Name: Bildstock, Purbacher Kreuz GstNr.: 180/20                                                                                  |